# خوان فرنسيسكو خيمينيز رومانو
خوان فرنسيسكو خيمينيز رومانو (بالإسبانية: Juan Francisco Jiménez Romano)‏ هو سباح إسباني، ولد في 16 مارس 1981.

## روابط خارجية
- خوان فرنسيسكو خيمينيز رومانو على موقع Paralympic.org (الإنجليزية)
- خوان فرنسيسكو خيمينيز رومانو على موقع Paralympic.org (الإنجليزية)
- خوان فرنسيسكو خيمينيز رومانو على موقع اللجنة البارالمبية الإسبانية (الإسبانية)